# Grana Monferrato
Grana Monferrato  (Gran-a in piemontese, Grana fino al 2023) è un comune italiano di 520 abitanti della provincia di Asti in Piemonte, il cui nome deriva probabilmente da quello dell'omonimo torrente.
Nel 1589 venne creato il Marchesato di Grana, come parte del Monferrato (elevato a Ducato nel 1575) dal duca di Mantova e Monferrato. 

## Storia

### Simboli
Lo stemma e il gonfalone sono stati concessi con decreto del presidente della Repubblcosì ica del 13 giugno 1989.
(D.P.R. del 13 giugno 1989)
Il gonfalone è un drappo partito di rosso e di azzurro.

## Società

### Evoluzione demografica
Abitanti censiti

## Amministrazione
Di seguito è presentata una tabella relativa alle amministrazioni che si sono succedute in questo comune.
| Periodo        | Periodo        | Primo cittadino    | Partito                                                   | Carica  | Note  |
| -------------- | -------------- | ------------------ | --------------------------------------------------------- | ------- | ----- |
| 9 luglio 1985  | 27 maggio 1990 | Pino Amelio        | Democrazia Cristiana                                      | Sindaco | [ 6 ] |
| 27 maggio 1990 | 24 aprile 1995 | Pino Amelio        | Democrazia Cristiana                                      | Sindaco | [ 6 ] |
| 24 aprile 1995 | 14 giugno 1999 | Maria Josè Capello | centro                                                    | Sindaco | [ 6 ] |
| 14 giugno 1999 | 14 giugno 2004 | Maria Josè Capello | Lista civica                                              | Sindaco | [ 6 ] |
| 14 giugno 2004 | 8 giugno 2009  | Eviglio Guazzo     | Lista civica                                              | Sindaco | [ 6 ] |
| 8 giugno 2009  | 26 maggio 2014 | Eviglio Guazzo     | Lista civica Partecipare è credere in un futuro possibile | Sindaco | [ 6 ] |
| 26 maggio 2014 | 26 maggio 2019 | Cristiano Gavazza  | Lista civica Grana rinasce                                | Sindaco | [ 6 ] |
| 26 maggio 2019 | in carica      | Cristiano Gavazza  | Lista civica Io amo Grana                                 | Sindaco | [ 6 ] |